# Filipinki – to my (EP)
Filipinki – to my – minialbum muzyczny Filipinek wydany w 1964 roku w Polsce przez Polskie Nagrania „Muza” (N0299).

## Materiał muzyczny
Na płycie zamieszczono piosenki skomponowane przez opiekuna artystycznego grupy Jana Janikowskiego do tekstów Włodzimierza Patuszyńskiego. Do widzenia profesorze (stworzone z okazji ukończenia przez wszystkie Filipinki nauki w szczecińskim Technikum Handlowym – teledysk do piosenki kręcony był podczas balu maturalnego wokalistek), Bal Arlekina (teledysk zrealizowany w sklepie Domu Mody Telimena, który mieścił się przy Placu Lotników w Szczecinie) i firmowy utwór zespołu Filipinki – to my (teledysk zrealizowany na Wałach Chrobrego oraz na ulicach Szczecina) to jedne z największych przebojów grupy z pierwszego okresu jej funkcjonowania. Wokalizę Spacer po porcie udało się Filipinkom pod angielskim tytułem We Are Walking On The Beach wprowadzić na playlisty kilkunastu amerykańskich rozgłośni radiowych podczas pierwszego tournée zespołu w USA i Kanadzie w 1965 r. (Piosenka nie zna granic).

## Informacje dodatkowe
Druga z dwóch polskich debiutanckich epek zespołu wydanych w 1964 r, a zarazem jeden z największych komercyjnych sukcesów Filipinek. Płyta sprzedała się w nakładzie 353.240 sztuk, przynosząc Polskim Nagraniom Muza około 2.500.000 zł dochodu. Razem z podobnym dochodem uzyskanym ze sprzedaży pierwszej epki Filipinek (Wala–Twist, N0298) dało to Polskim Nagraniom Muza okrągłe 5 milionów złotych, za które wyprodukowały i w obniżonej cenie wypuściły na rynek komplet 14 długogrających płyt winylowych z dźwiękową wersją Pana Tadeusza Adama Mickiewicza (XL211–XL224), czytanego przez Aleksandra Bardini (Księga I), Andrzeja Szczepkowskiego (Księga II), Andrzeja Łapickiego (Księga III), Tadeusza Łomnickiego (Księga IV), Andrzeja Wyrzykowskiego (Księga V), Jana Świderskiego (Księga VI), Wieńczysława Glińskiego (Księga VII), Gustawa Holoubka (Księga VIII), Mieczysława Mileckiego (Księga IX), Janusza Warneckiego (Księga X), Jana Kreczmara (Księga XI) i Ignacego Gogolewskiego (Księga XII). Każda z wokalistek zespołu Filipinki za nagranie jednego utworu na minialbum Filipinki – to my otrzymała jednorazowe honorarium w wysokości około 100 zł.

## Lista utworów
|          | Nr                     | Tytuł          | Muzyka                  | Słowa | Czas |
| -------- | ---------------------- | -------------- | ----------------------- | ----- | ---- |
| Strona A |                        |                |                         |       |      |
| 1        | Filipinki – to my      | Jan Janikowski | Włodzimierz Patuszyński | 2:25  |      |
| 2        | Do widzenia profesorze | Jan Janikowski | Włodzimierz Patuszyński | 2:47  |      |
| Strona B |                        |                |                         |       |      |
| 1        | Bal Arlekina           | Jan Janikowski | Włodzimierz Patuszyński | 3:10  |      |
| 2        | Spacer po porcie       | Jan Janikowski | –                       | 2:43  |      |

## Wykonawcy
Filipinki w składzie:
- Zofia Bogdanowicz
- Niki Ikonomu
- Elżbieta Klausz
- Krystyna Pawlaczyk
- Iwona Racz
- Krystyna Sadowska
- Anna Sadowa

Zespół instrumentalny Jana Janikowskiego.
Opieka artystyczna i aranż – Jan Janikowski.